# Бондар Юрій Олександрович
Юрій Олександрович Бондар (2 липня 1930, місто Первомайськ Попаснянського району, тепер Луганської області — 30 листопада 2014, Київ) — український радянський партійний діяч, міністр місцевої промисловості Української РСР. Депутат Верховної Ради УРСР 9—11-го скликань. Кандидат у члени ЦК КПУ в 1981—1990 р.

## Біографія

Могила Юрія Бондаря, Байкове кладовище

Народився в родині шахтаря. Трудову діяльність розпочав у 1944 році на Лисичанській автобазі Ворошиловградської області.
У 1954 році закінчив Московський автомеханічний інститут.
У 1954—1956 роках — інженер-конструктор, старший інженер-конструктор головного конструкторського бюро Харківського тракторного заводу імені Серго Орджонікідзе. У 1956—1961 роках — заступник начальника, начальник складального цеху № 2 Харківського тракторного заводу імені Серго Орджонікідзе.
Член КПРС з 1957 року.
У 1961—1963 роках — заступник секретаря, секретар партійного комітету Харківського тракторного заводу імені Серго Орджонікідзе.
У 1963—1969 роках — 1-й секретар Орджонікідзевського районного комітету КПУ міста Харкова. У 1969 році — інспектор ЦК КПУ.
У 1969 — липні 1974 року — секретар Хмельницького обласного комітету КПУ.
У липні 1974 — 17 жовтня 1980 року — 2-й секретар Хмельницького обласного комітету КПУ.
У 1980 — січні 1986 року — завідувач відділу сільськогосподарського машинобудування ЦК КПУ.
8 січня 1986 — 1990 року — міністр місцевої промисловості Української РСР.
З 1990 року — на пенсії у Києві.
У 1991—1992 роках — віце-президент науково-виробничого об'єднання — концерну «ІНТЕКОН». У 1993—1997 роках — радник-консультант УНК «Укрсільгоспмаш».
З 2000 року — заступник голови, а з 2004 року — 1-й заступник голови Комітету ветеранів праці Ради Організації ветеранів України.
За кілька днів до смерті Кабінетом Міністрів України позбавлений державних пільг разом з низкою колишніх державних діячів. Помер на 85-му році життя 30 листопада 2014 року. Похований на Байковому кладовищі (ділянка № 49а, 50°24′59.05″ пн. ш. 30°30′5.95″ сх. д. / 50.4164028° пн. ш. 30.5016528° сх. д.).

## Нагороди
- орден Жовтневої революції
- два ордени Трудового Червоного Прапора
- орден Дружби народів
- медалі